# Papa Luci I
Luci I (?, ? - Roma, 5 de març del 254) va ser el vint-i-dosè bisbe de Roma i el vint-i-unè successor de sant Pere, exercint un breu mandat entre mitjans del 253 i els primers mesos del 254. És venerat com a sant per l'Església Catòlica, la seva festa és el 4 de març.

## Pontificat

### Elecció i exili
Amb la mort en l'exili de Corneli l'estiu del 253, Luci va ser elegit per ocupar la vacant, consagrat com a bisbe de Roma. No es coneix res de la seva vida anterior abans del seu ascens al bisbat. D'acord amb el Liber Pontificalis era romà de naixement, fill d'un home anomenat Porfiri. La persecució de l'Església sota l'emperador Trebonià Gal, durant la qual Corneli fou desterrat, encara es mantenia. Luci va ser enviat a l'exili ben aviat després de la seva consagració, però durà poc. Quan Valerià esdevingué emperador, presumptament se li permeté el retorn al seu càrrec.

### Retorn de l'exili
El Catàleg Felicià, la informació del qual beu del Liber, informa del seu exili i el retorn miraculós de Luci: «Va ser a l'exili i després s'inclinà a Déu i tornà a l'Església incòlume». La informació més abundant d'aquest papa és la que dona sant Cebrià, que escrigué una carta –avui perduda– felicitant a Luci en la seva elevació a la seu romana. Durant el seu exili, encara envià una segona carta de felicitació a ell i els seus companys de l'exili: «Estimat germà, fa molt poc t'oferíem les nostres felicitacions, quan en alçar-te en el govern de l'Església de Déu graciosament se t'atorgà la doble glòria de bisbe i confessor. De nou et feliciten, els teus companys, i tota la congregació, en això, amb la poderosa protecció de nostre Senyor. Ell t'ha conduït de nou a la seva alabança i glòria, per la qual cosa el ramat pot rebre de nou al seu 
pastor, el vaixell el seu pilot, i la gent al seu director per governar-los i mostrar obertament que fou la disposició de Déu la que permeté que el teu exili, no que el bisbe desterrat hagués d'ésser privat de la seva Església, sinó que podria tornar a la seva Església amb més autoritat.» Cebrià també diu que el seu retorn de l'exili no disminuí la glòria de la confessió, i que la persecució, que només fou dirigida contra els confessors de l'Església, demostrà que aquesta era, de fet, l'Església de Crist. Descriu l'alegria de la Roma cristiana amb el retorn del seu pastor. En reafirmar que la de Luci era la veritable església romana, la que tenia el bisbe «escollit per la providència de Déu» i tenia lligams amb els seus preveres, en contra dels seus enemics «que el Diable protegeix», fa referència al cisme que havia iniciat Novacià, que el portà a convertir-se en antipapa, en oposició a Corneli, i quelcom que continuaria encara en el pontificat de Luci.
Pel que fa a les accions de Luci durant el seu pontificat, en la qüestió de la confessió i restauració dels lapsi, s'adherí als principis de Corneli i Cebrià. D'acord amb el testimoni de Criprià, contingut en una carta dirigida al papa Esteve, Luci, tal com feu Corneli, expressà les seves opinions escrivint: «Per ells, replets de l'esperit del Senyor i confirmat en glories martiri, jutjà que el perdó havia d'ésser donat als Lapsi, i significà a les seves cartes que, quan aquests haguessin fet penitència, no havien d'ésser rebutjats de gaudir de la comunió i reconciliació.»

### Mort i enterrament
No hi ha una data clara sobre la mort de Luci. El Depositio Episcoporum i la Cronografia del 354 donen el 5 de març, i el Martirologi Jeronimià el 4 de març. La primera data és probablement la correcta. Potser Luci morí el 4 de març i fou enterrat el 5 de març. D'acord amb el Liber Pontificalis el papa a ser degollat en temps de Valerià, però el seu testimoni és poc fiable. És veritat que Cebrià en una carta a Esteve atorga a Luci, també a Corneli, el títol de màrtir, però probablement donant com al seu exili. Corneli que morí en l'exili, fou honorat com a màrtir pels romans després de la seva mort, però no així Luci. Per això en el Calendari Romà de festivitats de la Cronografia del 354 és esmentat en el Despositio Espiscoporum, i no pas en el Depositio Martyrum. El seu record va ser tot i això particularment honorat, com se'n desprèn de la seva presència al martirologi de Jeroni. No obstant això, que fos degollat és poc probable, com descriu Eusebi de Cesarea, que manté que Valerià fou favorable als cristians en la primera part del seu regnat. El primer edicte de persecució no aparegué fins al 257.
Luci fou enterrat en un compartiment de la volta papal de la catacumba de Sant Calixt. A l'excavació de la volta, De Rossi trobà un gran fragment de l'epitafi original, que només hi ha escrit «Loukis», el nom de Luci en grec. La llosa es trencà just després d'aquesta paraula, però molt probablement només hi havia escrit el seu títol «episkopos», és a dir: bisbe. Les seves relíquies van ser trasllada per Pau I (757-767) a l'església de San Silvestro in Capite, o per Pasqual I (817-824) a la basílica de Sant Pràxedes.

## Decretals i mesures atribuïdes
L'autor del Liber Pontificalis ha adscrit sense cap mena de fonament una decretal, d'acord amb la qual dos sacerdots i tres diaques havien d'acompanyar sempre el bisbe per donar testimoni de la seva virtuosa. Aquesta mesura potser va ser necessari sota algunes condicions concretes després d'aquesta època, però en el moment de Luci hauria estat increïble. Aquesta decretal 
suposada induí a una falsificació més tard per inventar una altra decretal apòcrifa i atribuir-la a Luci. El Liber diu que mentre Luci estava essent conduït a la seva mort, va donar a l'ardiaca Esteve poders sobre l'Església, també és una fabricació.